# Jevgenyij Igorevics Tarelkin
Jevgenyij Igorjevics Tarelkin (oroszul: Евгений Игоревич Тарелкин (Pervomajszkij, Silkai járás, 1974. december 29.–) orosz mérnök,  űrhajós, alezredes.

## Életpálya
1996-ban a Jejszki Katonai Repülő Főiskolán (VVAUL) szerzett gépészmérnök oklevelet. 1998-ban a Gagarin Repülő Akadémián mérnöki diplomát szerzett, majd a Jurij Gagarin Űrhajós Kiképző Központban vezető teszt mérnök.
2003. május 29-től a TsPK-13 csoportban részesült űrhajóskiképzésben a Lyndon B. Johnson Űrközpontban, majd később a Jurij Gagarin Űrhajós Kiképző Központban is. Az űrszolgálatra történő felkészülés érdekében 207 órát repült (57 órát L–29, L–39 kiképző gépekkel, 150 órát egy Il–76-os teherszállítógéppel). Ejtőernyős ugrásainak száma több mint 500. Víz alatti bázison töltött ideje 250 óra. Egy űrszolgálata alatt összesen 143 napot, 16 órát, 14 percet és 49 másodpercet töltött a világűrben.

## Űrrepülések
Szojuz TMA–06M fedélzeti mérnöke. Az időszakos karbantartó munkálatok mellett elvégezte az előírt kutatási, kísérleti és tudományos feladatokat. Több mikrogravitációs kísérletet, emberi-, biológia- és a biotechnológia, fizikai és anyagtudományi, technológiai kutatást, valamint a Földdel és  a világűrrel kapcsolatos kutatást végezet. Fogadta a teherűrhajókat, kirámolta a szállítmányokat, illetve bepakolta a keletkezett hulladékot. Első űrszolgálata alatt összesen 143 napot, 16 órát, 14 percet és 49 másodpercet töltött a világűrben.
2013. március 16-án, röviddel a leszállás után Oleg Viktorovics Novickijjel részt vettek egy kísérletben. Tesztelniük kellett egy kézi vezérlésű Mars-járművet (egy CF-18  centrifuga szimulálta a túlterhelést). Ellenőrzött cél, hogy egy hat hónapos űrrepülés után képes-e az űrhajós a Mars-járművet vezetni, a felszínen munkálatokat végezni. A teszt újra bizonyította (más, hosszú távú űrszolgálaton részt vett űrhajósokkal is elvégezték a próbát), az űrhajósok képesek  a meghatározott feladatokat elvégezni.

### Tartalék személyzet
Szojuz TMA–04M fedélzeti mérnöke